# جیمتاون (ویسکانسین)
جیمتاون (به انگلیسی: Jimtown) یک منطقهٔ مسکونی در ایالات متحده آمریکا است که در شهرستان ریچلند، ویسکانسین واقع شده‌است. جیمتاون ۲۵۰٫۸۵ متر بالاتر از سطح دریا قرار دارد.